# Korošišta
Korošišta (mazedonisch Корошишта; albanisch definit Koroshishti, indefinit Koroshishtë, im örtlichen albanischen Dialekt Koroshëjshta bzw. Koroshëjsht) ist ein Dorf im Südwesten von Nordmazedonien. Es liegt in der Nähe des Ohridsees, etwa 10 km nördlich von Struga entfernt und gehört politisch zur Gemeinde Struga.

## Geographie
Das Siedlungsgebiet ist im Südwesten mit dem Dorf Džepin zusammengewachsen.

## Bevölkerung
Die Bewohner sind fast ausschließlich muslimische, gegische Albaner. Bei der Volkszählung 2021 wurden 1201 Einwohner erfasst, 1179 davon (98,17 %) bezeichneten sich als Albaner.

## Wirtschaft
Die Bevölkerung ist in der Landwirtschaft, in der Viehzucht, im Wein- und Obstbau beschäftigt. Doch es gibt auch viele Wegpendler, die in Struga und Ohrid arbeiten. Sie besitzen dort eigene Läden und Boutiquen. Der Großteil ist jedoch arbeitslos, sodass sich viele Arbeit in Westeuropa und in den USA gesucht haben.
2007 wurde ein Unternehmen gegründet, das Wassertanks herstellt, welche mit Sonnenenergie erhitzt werden. Die Firma ist die erste ihrer Art im Land.

## Söhne und Töchter des Dorfes
- Rini Useini (* 1983), Ethnolog und Journalist